# Хасангатин, Рамиль Вагизович
Рамиль Вагизович Хасангатин (род. 1 июля 1972,  город Казань) — российский шахматист, гроссмейстер (2003).
Пятикратный  чемпион России среди клубов (1998, 2002, 2003 по классическим шахматам и в 2017, 2018 по быстрым шахматам и блицу) в составе казанской команды «Ладья-Казань-1000». В 1998, 2001, 2003 лучший результат на 6-й доске. В 2002 победа над  Эрнесто  Инаркиевым в последней партии турнира обеспечила команде из Казани золото.
Победитель командного первенства Словакии 2005 (в составе команды«SK Liptov»). Бронзовый призёр Кубка России 2005.
Третье место в опен-турнире на Мальорке (март 2015).
В клубном Кубке Европы 2006 в составе казанской «Ладьи» второе общекомандное место среди 60 клубов (город Фюген, Австрия).
Трёхкратный чемпион Республики Татарстан среди мужчин. Пятикратный Чемпион города Казани среди мужчин.
С 1989 по 2007 год работал шахматным тренером в Казани. Женат на Юлии Машинской, довольно известной в прошлом международным гроссмейстером в женских шахматах России, трехкратной чемпионке России среди девушек до 20 лет, бронзовом призер чемпионата Европы среди девушек до 20 лет.

## Спортивные достижения
| Год  | Город     | Турнир                | + | − | = | Результат | Место |
| ---- | --------- | --------------------- | - | - | - | --------- | ----- |
| 2002 | Краснодар | 55-й чемпионат России | 1 | 2 | 6 | 4 из 9    | 32—43 |
|      |           |                       |   |   |   | из        |       |

## Изменения рейтинга
| Графики недоступны из-за технических проблем. См. информацию на Фабрикаторе и на mediawiki.org. |